# Cantó de Seta
Seta és un cantó francès del departament de l'Erau, a la regió d'Occitània. Forma part del districte de Montpeller, compta amb la ciutat de Seta.